# キューブ (アパレルメーカー)
株式会社キューブ（英: CUBE CO., LTD.）は、東京都港区に本社を置くMARK & LONA（マークアンドロナ）などの自社ブランドの衣料品の企画、並びに小売・卸売事業を行うゴルフアパレルメーカーである。
2022年10月7日、東京証券取引所グロース市場に上場。

## 沿革
- 1994年
  - 10月 - SPINYを神奈川県平塚市で開業
  - 12月 - 有限会社キューブコーポレーションを神奈川県平塚市に設立
- 2004年6月 - 有限会社キューブコーポレーションを株式会社化し、株式会社キューブに商号を変更
- 2005年11月 - 本店所在地を渋谷区千駄ヶ谷へ移転
- 2006年
  - 9月 - HORN GARMENTブランドを発表
  - 12月 - 本店所在地を渋谷区神宮前へ移転
- 2008年3月 - MARK & LONAブランドを発表
- 2009年3月 - MARK & LONA表参道ヒルズ店 開店
- 2013年
  - 3月 - 本店所在地を渋谷区猿楽町へ移転
  - 7月 - MARK & LONA オフィシャルECストア 開店
  - 10月 - ZOZOTOWN MARK & LONA 開店
- 2014年
  - 3月 - MARK & LONA 松坂屋名古屋店 開店
  - 8月 - 韓国AIOLI CO., LTD.（現・JC FAMILY CO., LTD.）とMARK & LONA韓国独占販売及び使用許諾契約締結により海外卸事業を開始
- 2015年3月 - MARK & LONA 大丸梅田店（2020年8月に閉店）、MARK & LONA 小田急ハルク店（2017年8月に閉店）開店
- 2016年3月 - MARK & LONA 岩田屋福岡店 開店
- 2018年
  - 1月 - 100%子会社CUBE INTERNATIONAL INC.を米国ハワイ州に設立（2022年2月に清算結了）
  - 5月 - 本店所在地を港区赤坂へ移転
  - 9月 - MARK & LONA ギンザシックス店、MARK & LONA 阪急うめだ本店 開店
  - 11月 - MARK & LONA ハワイアラモアナ店 開店（2020年8月に閉店）
- 2019年
  - 3月 - MARK & LONA 大丸札幌店 開店
  - 9月 - MARK & LONA 大丸心斎橋店 開店
- 2020年
  - 3月 - 株式会社キューブアソシエイツを東京都港区に設立（2021年8月に清算結了）
  - 10月 - グローバルオンラインストアとしてMARK & LONA World Market 開店
- 2022年
  - 3月 - イタリアや米国と、韓国に次ぐ海外卸事業展開を開始。MARKET STORE BY MARK & LONA 表参道ヒルズ店 開店
  - 10月 - 株式会社キューブが東京証券取引所グロース市場へ上場（証券コード：7112）
- 2023年
  - 4月 - MARK & LONA 青山店 開店
  - 10月 - MARK & LONA 松坂屋名古屋店 開店
- 2024年
  - 3月 - MARK & LONA 台湾 新光三越 台北信義新天地 開店
  - 9月 - MARK & LONA 台湾 新光三越 台中中港店 開店

## 製品・ブランド
- MARK & LONA：ゴルフクラブ、ゴルフアパレル、アクセサリー
- HORN GARMENT：ゴルフアパレル、アクセサリー
- gravis golf：ゴルフアパレル、アクセサリー

## 契約選手
- 金田久美子
- イ・ボミ
- 永井花奈
- 矢野東
- 宮里優作
- 泉田琴菜

## ブランドアンバサダー
- 木村拓哉